# Manfred Mann (együttes)
A Manfred Mann egy 1962-ben alapított brit könnyűzenei együttes. 1963-ban alapította meg Manfred Mann billentyűs. Legsikeresebb dalaik a "Do Wah Diddy Diddy", a "Pretty Flamingo" és a "Mighty Quinn" melyek vezették a brit kislemezlistát. 1969-ben oszlott fel az együttes. A billentyűs Manfred Mann és a dobos Mike Hugg két évig még együtt zenéltek Manfred Mann Chapter Three néven, majd Mann 1971-ben megalapította Manfred Mann’s Earth Band nevű meghatározó zenekarát.

## Diszkográfia
Angliában kiadott albumok
- The Five Faces of Manfred Mann (1964)
- Mann Made (1965)
- As Is (1966)
- Up the Junction (filmzene, 1968)
- Mighty Garvey! (1968)

Amerikában kiadott albumok
- The Manfred Mann Album (1964)
- The Five Faces of Manfred Mann (1965)
- My Little Red Book of Winners! (1965)
- Mann Made (1965)
- Pretty Flamingo (1966)
- Up the Junction (filmzene, 1968)
- The Mighty Quinn (1968)